# Peter Johnstone (Mathematiker)
Peter T. Johnstone (* 1948) ist ein britischer Mathematiker.

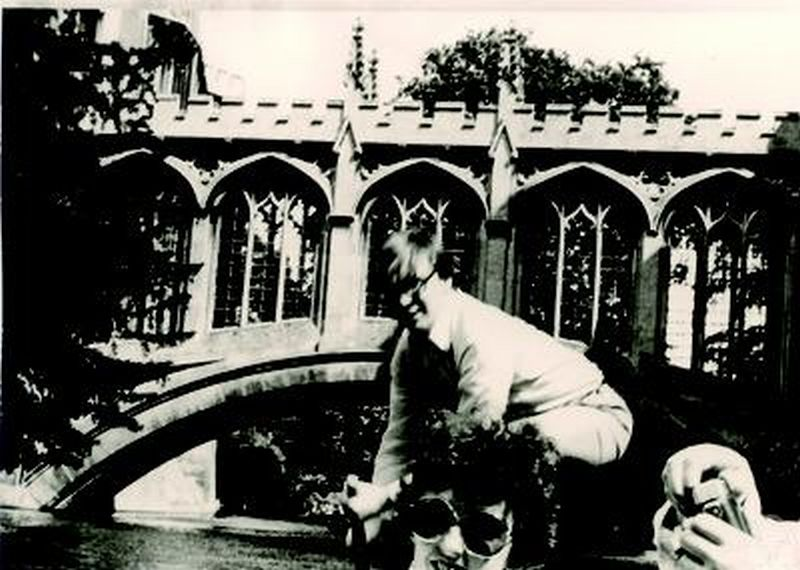
Peter Johnstone, Cambridge 1978

Johnstone wurde 1974 bei Frank Adams an der Universität Cambridge promoviert (Some aspects of internal category theory in an elementary topos). Er ist Professor für Grundlagen der Mathematik an der Universität Cambridge und Fellow des St. John’s College.
Er befasst sich mit Topos-Theorie und mit Anwendungen der Kategorientheorie in der Informatik.
1979 war er mit Peter Cameron erster Träger des Whitehead-Preises.

## Schriften
- Topos Theory, Academic Press 1977
- Sketches of an elephant: a Topos theory compendium, 2 Bände, Oxford University Press 2002
- Notes on logic and set theory, Cambridge University Press 1987
- Stone spaces, Cambridge University Press 1982
- Herausgeber Indexed categories and their applications; Lecture Notes in Mathematics 661, Springer Verlag 1978